# Favignana
Favignana (sicilià Favignana) és un municipi italià, dins de la província de Trapani. L'any 2007 tenia 4.383 habitants. Està format per les illes de Favignana, Levanzo (Lèvanzu) i Marettimo (Marèttimu). L'illa homònima, en l'antiguitat, rebia el nom d'Egusa (en grec antic, Αἴγουσα Aígousa; en llatí, Ægūsa).

## Administració
| Període | Identitat      | Partit         |
| ------- | -------------- | -------------- |
| 2008-   | Lucio Antinoro | Centreesquerra |